# Otto Betz (Religionspädagoge)
Otto (Wilhelm) Betz (* 18. Juli 1927 in Frankfurt am Main) ist ein katholischer Religionspädagoge.
Betz studierte Philosophie und Katholische Theologie, Germanistik und Pädagogik in Frankfurt a. M., München und Bonn. Von 1960 bis 1964 war er wissenschaftlicher Assistent an der Ludwig-Maximilians-Universität München. 1963 wurde er promoviert.
Von 1964 bis 1985 war er Dozent bzw. Professor für allgemeine Erziehungswissenschaft und Pädagogik an der Universität Hamburg.
Seit 1952 ist er verheiratet mit der Märchenerzählerin Felicitas Betz († 2014), mit der er gemeinsam auch einige Bücher zum Thema „Religiöse Früherziehung“ schrieb. Er lebt im bayrischen Passau.